# Russøyane
Russøyane (Russerøyene) est un archipel norvégien situé dans le fjord Murchisonfjorden juste à l'ouest de l'île de Nordaustlandet, et fait partie de la Terre de Gustav V. L'archipel est inclus dans la Réserve naturelle de Nordaust-Svalbard.
Sur l'île de Krossøya, se trouve une croix russe et un chalet de trappeur. le nom de l'archipel vient de ce fait et a été nommé ainsi par des chasseurs norvégiens de phoques. 
Les îles sont:
- Søre Russøya (10 km2)
- Norde Russøya (1 km2)
- Indre Russøya (2 km2)

La superficie totale de ces îles avoisine 13 km2.